# 2019년 유럽 폭염
2019년 유럽 폭염은 2019년 7월 유럽 각지에서 일어난 폭염이다. 벨기에, 프랑스, 독일, 룩셈부르크, 네덜란드, 영국에서 관측 사상 최고 온도를 기록했다.
6월 말부터 1차 폭염이 벌어졌으며 유럽 전역에 걸쳐 567명이 사망하였다. 각국 기상청은 사하라 사막에서 불어온 고기압과 열풍이 유럽 대륙에 대대적인 영향을 줬다고 분석했다. 이때의 폭염으로 각국 여러 곳의 최고기온이 역사상 최고치를 경신했다. 프랑스의 경우 관측 사상 처음으로 섭씨 45도를 기록하였으며, 역대 최고기온은 6월 28일 베라르그에서 기록된 46.0°C이다.
7월 말부터는 2차 폭염이 시작되어 각국의 기존 최고기온 기록을 또다시 경신하였는데 그 격차만 따지더라도 벨기에 3°C, 독일과 네덜란드 2.1°C, 룩셈부르크 0.3°C, 영국 0.2°C에 달했다. 폭염으로 인한 사망자만 프랑스에서 868명, 벨기에 1명으로 보도되었으며 농가의 가축 수천 마리가 폭염을 이기지 못하고 떼죽음을 당했다. 프랑스와 독일 일부 지역에서는 하천의 수질온도 상승과 유속 하락으로 일시 냉각시스템을 쓰거나 냉각탑을 갖추지 못한 수많은 화력발전소가 발전시 발생하는 발열로부터 하천 내 생물의 보호해야 한다는 규정에 따라 출력을 줄이거나 가동을 중단하는 사태도 벌어졌다.

## 기상환경

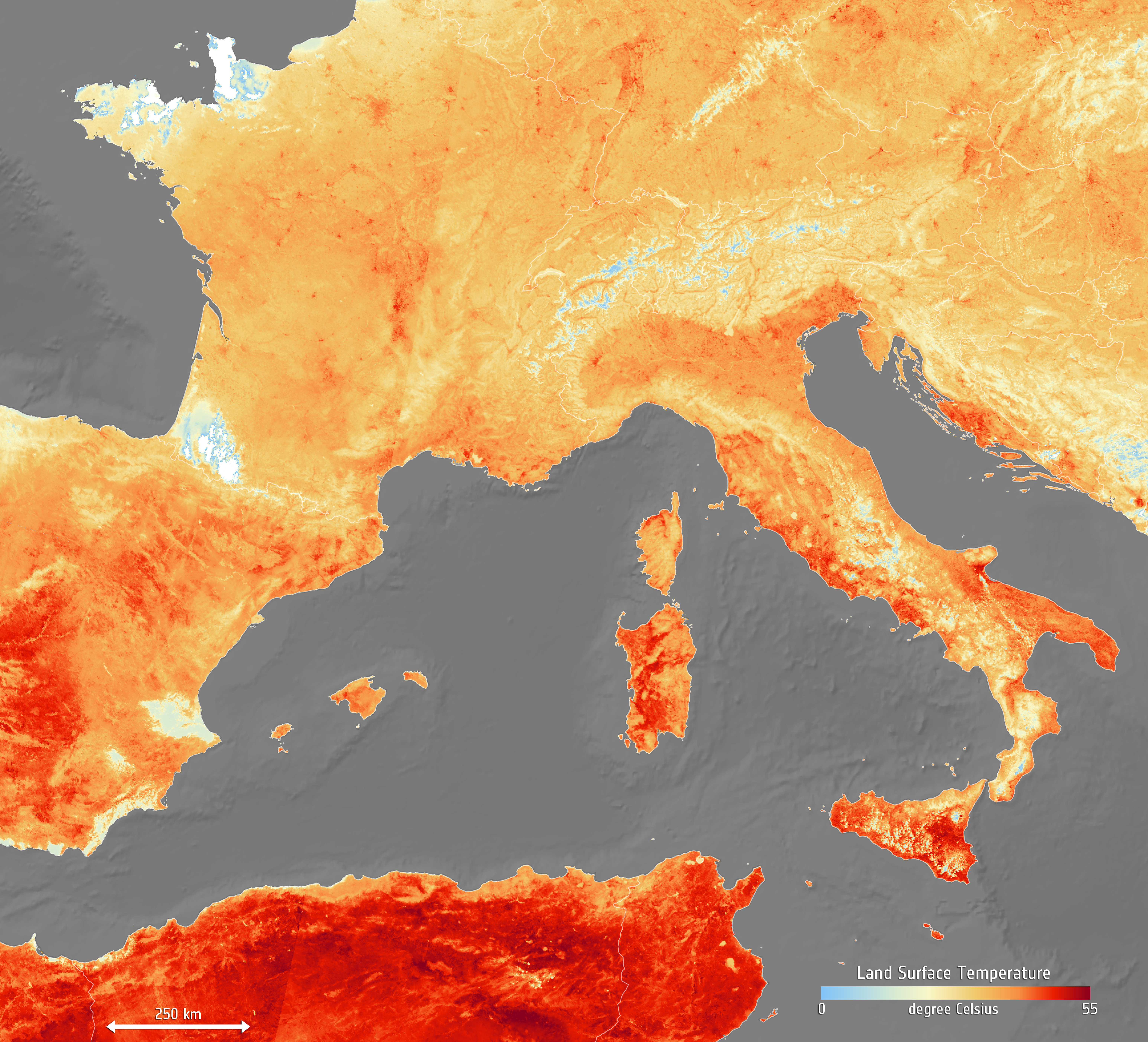
6월 26일 유럽의 기온 현황

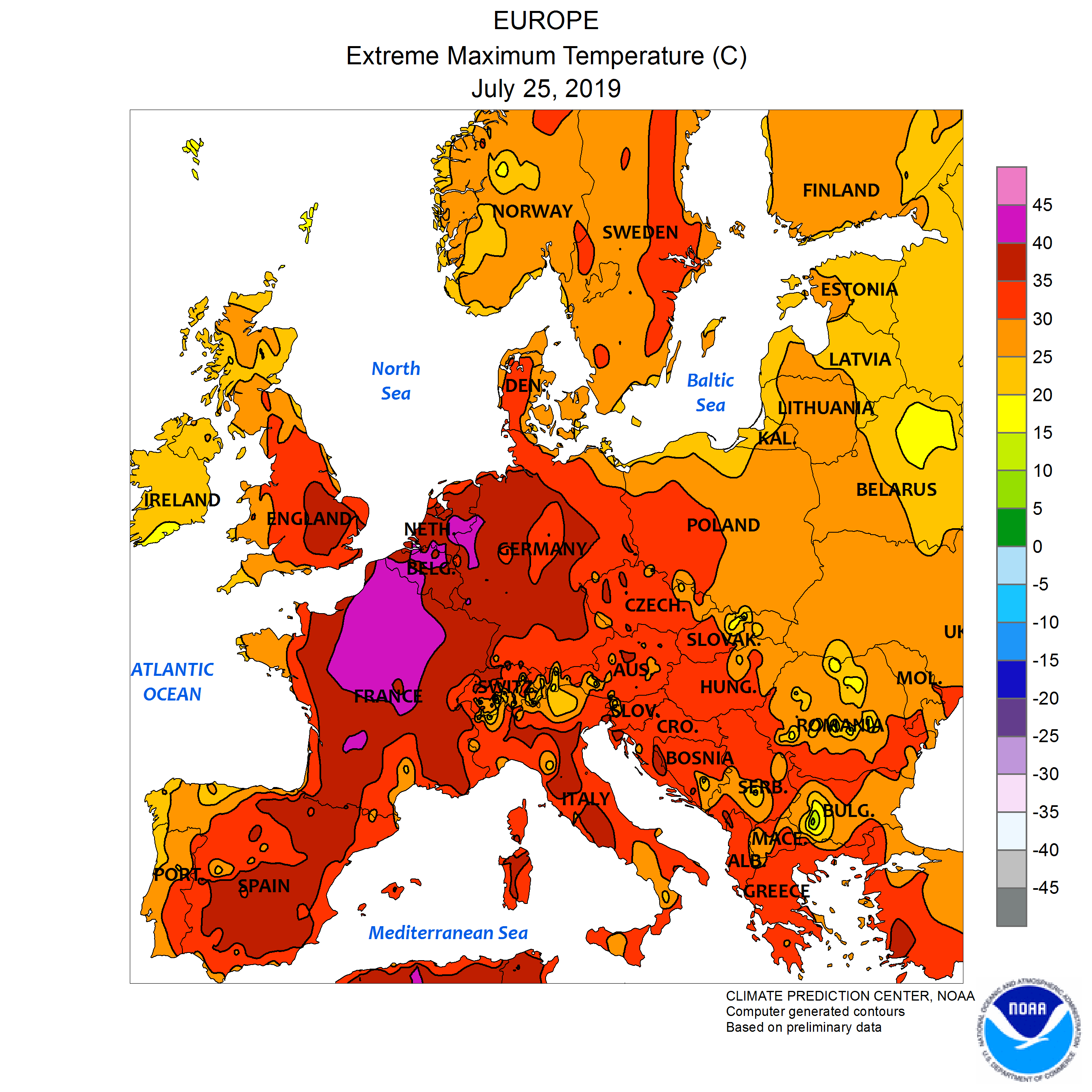
7월 25일 유럽의 최고기온 현황

유럽에서 6월의 이상고온 현상이 발생하게 된 것은 대류권 상층 고기압이 비정상적으로 오랫동안 머무르면서 사헬 지대와 지중해 일대의 따뜻한 공기를 이류시키고 태양복사열과 지구 표면의 난류 흐름을 증대하는 효과를 불러일으킨다. 고기압의 비정상적 정체는 정상범주를 벗어나 강화된 브리튼-바이칼 주랑패턴 (British-Baikal Corridor pattern)과 유럽 상공에서 종관적으로 발생한 로스비 파동이 주원인이다.
7월 폭염의 경우 강력한 오메가 블록이 주원인으로 북아프리카에서 건너온 덥고 건조한 공기가 차가운 폭풍전선에 갇히면서 발생하였다. 고기압에 의한 더운공기가 지중해 중부에서 스칸디나비아 반도까지 뻗어 있으며, 동부 대서양과 서부 러시아의 두 저기압 권역 사이에 낀 형세였다.

## 사상자
이번 폭염으로 인한 예측 사망자는 2,500명 이상으로 추산되었다. 대다수 사망자는 간접적인 원인에 의한 것으로 그해 말 통계수치에서 드러난 바에 따른 것이다. 개별국가를 기준으로 삼을 경우 해당 수치는 과소한 수준일 수 있다. 네덜란드 정부의 경우 6월 폭염 당시 400명 이상의 사망자가 발생했다고 밝혔는데 이는 2006년 유럽 폭염 당시 기록과 비슷한 수준이다.
프랑스의 경우 폭염으로 인한 사망자를 1,435명으로 추산하였으며, 잉글랜드 보건청은 900명 이상이 사망했다고 밝혔다. 로베르트 코흐 연구소는 베를린에서만 500명 이상이 사망했다고 추산하였으며 벨기에에서는 최소 716명이 사망했다고 발표하였다.

## 국가별 최고기온
| 국가         | 온도   | 날짜     | 위치                     |
| ------------ | ------ | -------- | ------------------------ |
| 네덜란드     | 40.7°C | 7월 25일 | 힐저레인                 |
| 노르웨이     | 35.0°C | 7월 27일 | 모스외엔 공항            |
| 덴마크       | 32.0°C | 7월 25일 | 홀배크 / 보르딩보르      |
| 독일         | 42.6°C | 7월 25일 | 링겐                     |
| 룩셈부르크   | 40.8°C | 7월 25일 | 슈타인셀                 |
| 리히텐슈타인 | 37.2°C | 6월 30일 | 에셴                     |
| 벨기에       | 41.8°C | 7월 25일 | 베헤이넨데이크           |
| 스웨덴       | 34.8°C | 7월 26일 | 마르쿠스빈사             |
| 스위스       | 37.4°C | 7월 25일 | 바젤                     |
| 스페인       | 44.4°C | 7월 29일 | 바다호스                 |
| 영국         | 38.7°C | 7월 25일 | 케임브리지 대학교 식물원 |
| 오스트리아   | 38.5°C | 6월 30일 | 인스부르크               |
| 체코         | 38.9°C | 7월 25일 | 도크사니                 |
| 프랑스       | 46.0°C | 7월 28일 | 베라르그                 |
| 핀란드       | 33.7°C | 7월 28일 | 포르보                   |
| 폴란드       | 38.2°C | 7월 26일 | 라진                     |

## 같이 보기
- 2003년 유럽 폭염
- 2006년 유럽 폭염
- 2018년 유럽 폭염
- 2022년 유럽 폭염
- 2019년 시베리아 산불
- 기상 기록 목록
- 유럽의 기후변화